# Megye-hegy
Megye-hegy este o arie protejată (arie specială de conservare — SAC, sit de importanță comunitară — SCI) din Ungaria întinsă pe o suprafață de 242,83 ha, integral pe uscat.

## Localizare
Centrul sitului Megye-hegy este situat la coordonatele 47°03′52″N 18°00′32″E / 47.064444°N 18.008889°E.

## Înființare
Situl Megye-hegy a fost declarat sit de importanță comunitară în mai 2004 pentru a proteja 2 specii de plante și 3 specii de animale. Situl a fost protejat și ca arie specială de conservare în februarie 2010.

## Biodiversitate
Situată în ecoregiunea panonică, aria protejată conține 7 habitate naturale: Păduri panonice-balcanice de stejar turcesc - stejar sesil, Pajiști panonice carstice (Stipo-Festucetalia pallentis), Pajiști stepice subpanonice, Pajiști uscate seminaturale și facies de acoperire cu tufișuri pe substraturi calcaroase (Festuco-Brometalia) (* situri importante pentru orhidee), Păduri panonice cu Quercus petraea și Carpinus betulus, Tufărișuri subcontinentale peripanonice, Păduri panonice cu Quercus pubescens.
La baza desemnării sitului se află mai multe specii protejate:
- plante (2): Dianthus plumarius subsp. regis-stephani, Seseli leucospermum
- nevertebrate (3): croitorul mare al stejarului (Cerambyx cerdo), Erannis ankeraria, rădașcă (Lucanus cervus)

Pe lângă speciile protejate, pe teritoriul sitului au mai fost identificate 1 specie de plante.